# Kfar Majmon
Kfar Majmon (hebrejsky כְּפַר מַיְמוֹן, doslova „Majmonova vesnice“, v oficiálním přepisu do angličtiny Kefar Maymon, přepisováno též Kfar Maimon) je vesnice typu mošav v Izraeli, v Jižním distriktu, v Oblastní radě Sdot Negev.

## Geografie
Leží v nadmořské výšce 99 metrů na severozápadním okraji pouště Negev; v oblasti která byla od 2. poloviny 20. století intenzivně zúrodňována a zavlažována a ztratila charakter pouštní krajiny. Jde o zemědělsky obdělávaný pás přiléhající k pásmu Gazy a navazující na pobřežní nížinu.
Obec se nachází 14 kilometrů od břehu Středozemního moře, cca 74 kilometrů jihojihozápadně od centra Tel Avivu, cca 76 kilometrů jihozápadně od historického jádra Jeruzalému a 5 kilometrů západně od města Netivot. Kfar Majmon obývají Židé, přičemž osídlení v tomto regionu je etnicky převážně židovské. 7 kilometrů severozápadním směrem ale začíná pásmo Gazy s početnou arabskou (palestinskou) populací.
Kfar Majmon je na dopravní síť napojen pomocí lokální silnice 2422, jež severovýchodně od vesnice ústí do dálnice číslo 25.

## Dějiny

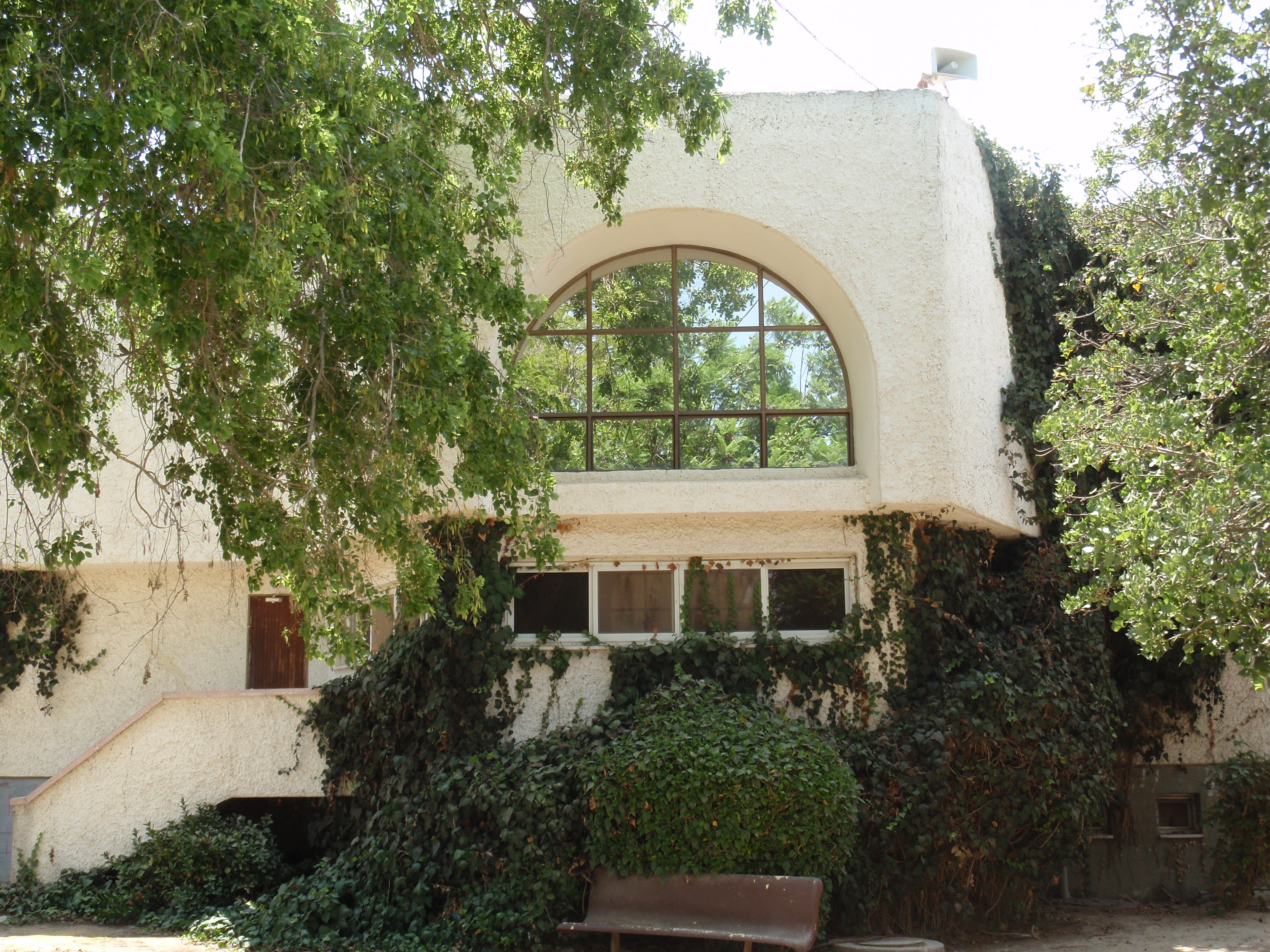
Ješiva využívaná obyvateli obcí Tušija a Kfar Maimon

Kfar Majmon byl založen v roce 1959. Společně se sousední vesnicí Tušija, jež také vznikla koncem 50. let 20. století, vytváří Kfar Majmon jeden stavební celek (dříve nebyly ani jednoznačně administrativně odděleny) a obě obce sdílejí některé instituce a služby. Zpočátku se vesnice pracovně nazývala Šuva Vav ('שובה ו). Nyní je pojmenována podle Jehudy Leiba Majmona, rabína a izraelského politika, který zastupoval voliče orientované na náboženský sionismus a byl ministrem náboženských záležitostí.
Zakladateli obce byli Židé z Evropy a severní Afriky, napojení na mládežnické hnutí Bnej Akiva a náboženskou sionistickou organizaci ha-Po'el ha-Mizrachi, která v tomto regionu zřídila celý blok nábožensky orientovaných osad (Šuva Alef - dnešní Šuva, Šuva Bet - dnes Zimrat, Šuva Gimel - dnes Šokeda, Šuva Dalet, Šuva He - dnes Tušija, Šuva Vav - dnes Kfar Maimon, Tkuma a Jošivja). První osadníci se sem přistěhovali 20. srpna 1959. Šlo o skupinu, která se zformovala již roku 1954 a postupně procházela zemědělským výcvikem. V prvních letech obyvatelé čelili těžkým ekonomickým podmínkám.
Místní ekonomika je založena na zemědělství (pěstování citrusů, květin, sadovnictví, chov drůbeže) a turistickém ruchu. Vesnice prochází stavební expanzí. Vyrostlo tu 30 nových domů, zejména pro mladou generaci usedlíků. Funguje tu zdravotní středisko, sportovní areály, obchod se smíšeným zbožím, synagoga a mikve.

## Demografie
Obyvatelstvo mošavu je nábožensky orientované. Podle údajů z roku 2014 tvořili naprostou většinu obyvatel v Kfar Majmon Židé (včetně statistické kategorie "ostatní", která zahrnuje nearabské obyvatele židovského původu ale bez formální příslušnosti k židovskému náboženství).
Jde o menší obec vesnického typu s dlouhodobě stagnující populací. K 31. prosinci 2014 zde žilo 275 lidí. Během roku 2014 populace klesla o 0,7 %.
| Rok            | 1961 | 1972 | 1983 | 1995 | 2001 | 2003 | 2004 | 2005 | 2006 | 2007 | 2008 | 2009 | 2010 | 2011 | 2012 | 2013 | 2014 |
| -------------- | ---- | ---- | ---- | ---- | ---- | ---- | ---- | ---- | ---- | ---- | ---- | ---- | ---- | ---- | ---- | ---- | ---- |
| Počet obyvatel | 86   | 241  | 304  | 212  | 193  | 192  | 213  | 243  | 284  | 331  | 341  | 285  | 273  | 280  | 291  | 277  | 275  |